# Kosmické záření
Kosmické záření je proud energetických částic pocházejících z kosmu, pohybujících se vysokou rychlostí a dopadajících do zemské atmosféry. Jedná se především o protony (85 až 90 procent) a jádra hélia (9 až 14 procent). Zbytek tvoří elektrony, jádra jiných atomů a další elementární částice.

## Historie

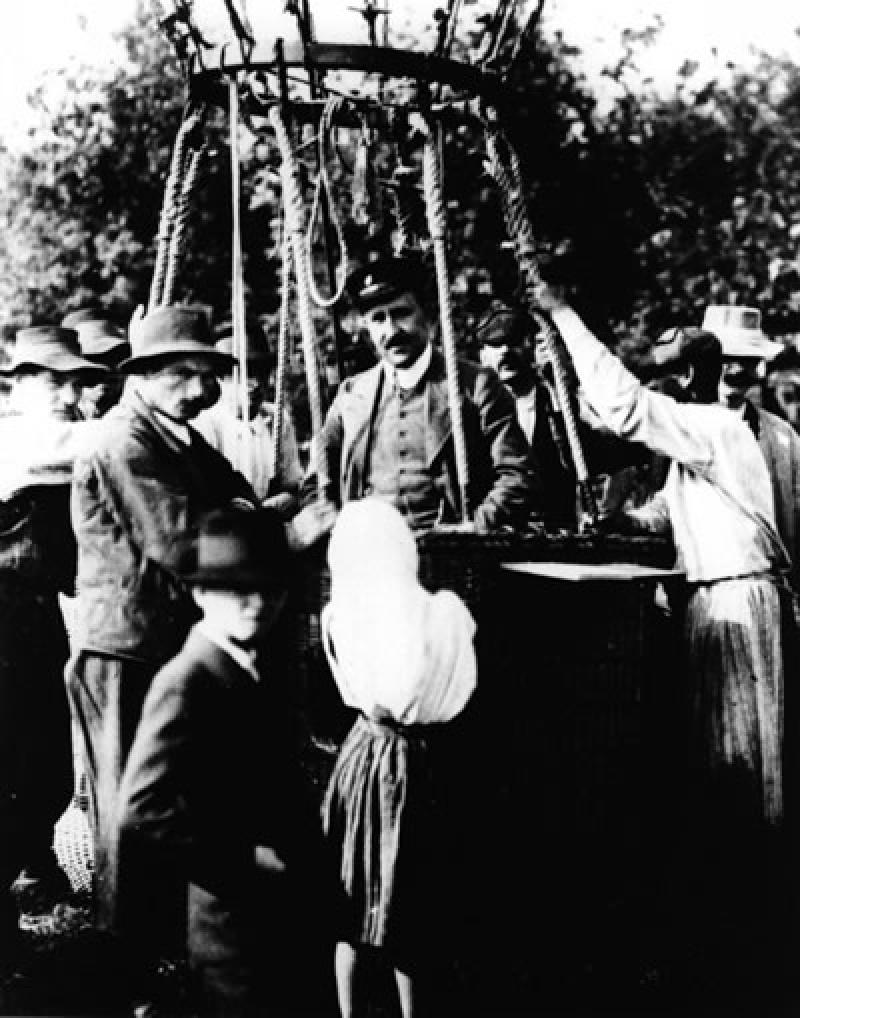
Victor Franz Hess v koši balonu Böhmen v Ústí nad Labem dne 7. srpna 1912

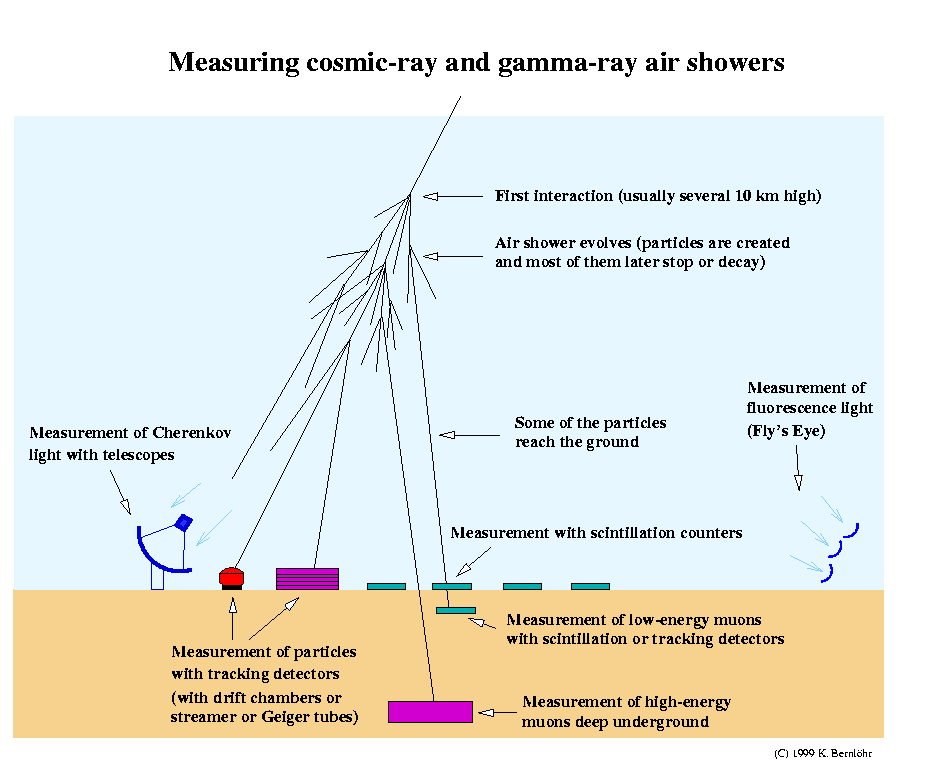
Sprška částic vznikající v atmosféře po dopadu kosmického záření

V roce 1912 objevil rakouský fyzik Victor Franz Hess záření, jehož intenzita roste s nadmořskou výškou. Usoudil proto, že záření je kosmického původu. V roce 1938 objevil francouzský astronom Pierre Auger spršky atmosférického kosmického záření, které vzniká jako sekundární záření vyvolané dopadem primárních částic z vesmíru a jejich interakcí s atomy vysoko v atmosféře. Energie těchto částic může dosáhnout až 1020 elektronvoltů.
Původ kosmického záření není dosud zcela objasněn. Proto byla v roce 2004 v Argentině uvedena do provozu Observatoř Pierra Augera – největší detektor kosmického záření na světě. Na projektu se podílejí také vědci z Fyzikálního ústavu Akademie věd České republiky,  Univerzity Karlovy v Praze a Univerzity Palackého v Olomouci.
Část kosmického záření pochází ze Slunce, z mezihvězdného a mezigalaktického prostoru. V roce 2017 bylo zjištěno, že zdroje částic s nejvyšší energií se nacházejí daleko mimo oblast naší galaxie. Podle nepotvrzené hypotézy italského fyzika Enrico Fermiho vzniká záření při explozi supernov.